# 内藤政養
内藤 政養（ないとう まさやす）は、江戸時代後期の大名。陸奥国湯長谷藩13代藩主。官位は従五位下・因幡守。

## 略歴
安政4年（1857年）7月7日、11代藩主・内藤政恒の三男として誕生。幼名は長寿麿。政恒は政養が生まれる以前に養子・政敏を跡継ぎにしていたため、兄2人の夭折の後に生まれた政養は政敏の養子となった。文久3年（1863年）8月19日、養父・政敏の死去により家督を継いだ。
慶応4年（1868年）4月3日、新政府軍から会津攻撃支援の命令を受ける。しかし、同年5月、奥羽越列藩同盟に参加した。政養は12歳ながら、自ら戦場に立って奮戦したという。同年6月29日、新政府軍の攻撃により湯長谷陣屋を攻略される。政養は仙台城下に避難する。同年9月24日、新政府軍に降伏・謝罪を申し入れる。同年9月27日、新政府軍に降伏を認められて、謹慎を命じられる。同年10月10日、東京に移り、延岡藩邸に幽閉される。
明治元年（1868年）12月7日、政養は新政府に抵抗したとして、養子・政憲に家督を強制的に譲らされた上で隠居することとなり、所領も1000石削減の1万4000石に減らされた。明治2年（1869年）9月28日、謹慎をとかれる。
明治44年（1911年）3月6日に死去した。享年55。

## 系譜
父母
- 内藤政恒（実父）
- 花月院 ー 内藤政民の娘（実母）
- 内藤政敏（養父）

正室
- 杰 ー 阿部正備の娘

子女
- 董子（長女） ー 内藤政潔正室
- 房子（次女） ー 堀内宗平室

養子
- 内藤政憲 ー 大炊御門家孝の子